# 豊岡市立出石史料館

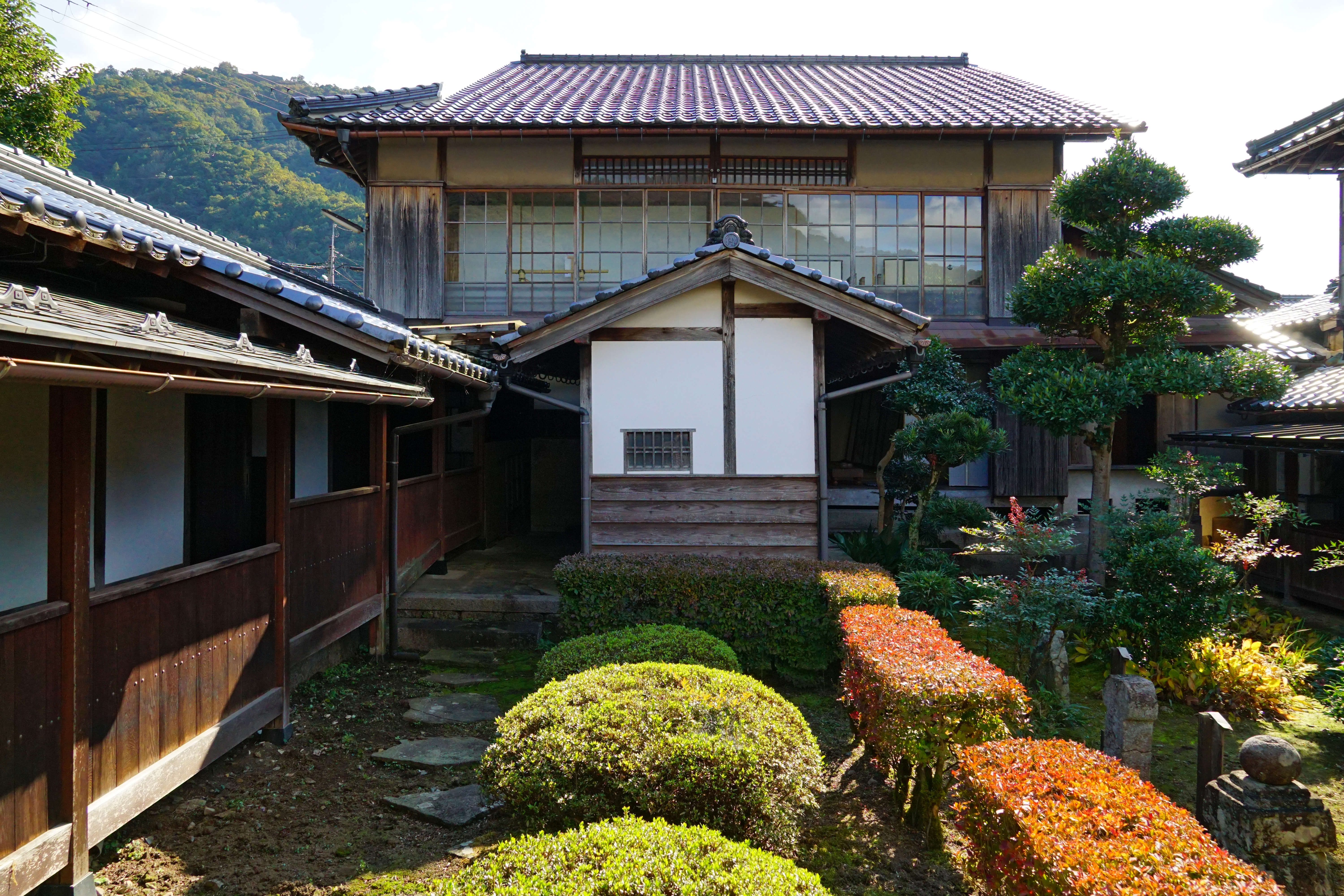
中庭、離れ

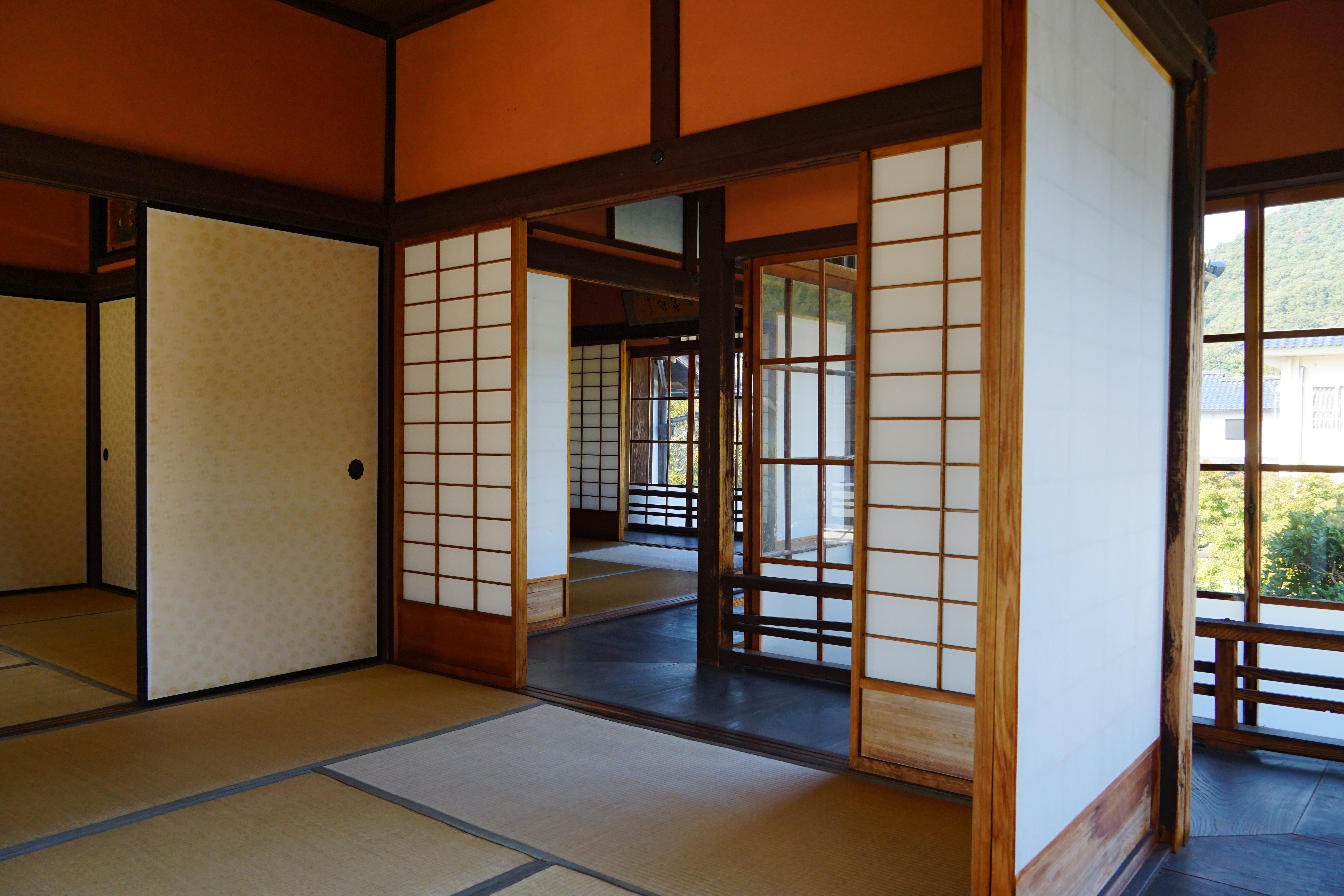
主屋2階内部

豊岡市立 出石史料館（とよおかしりつ いずししりょうかん）は、兵庫県豊岡市出石にある歴史系博物館。

## 概要
主屋、離れ、土蔵で構成される1870年代築の豪商の旧邸を出石町が譲り受け、1977年に当館の施設として公開した。館内には仙石騒動や藩政の記録をはじめとする出石藩関係の史料、古地図、武具、茶臼山古墳からの出土品等を展示し、江戸時代を中心に古代から近代までの出石の歴史を紹介している。
また当館内で、1997年公開の梅艶芳（アニタ・ムイ）主演の香港ドラマ「三誓盟」のロケが行われた。

## 建築
生糸を商う豪商福富家の本邸として、出石城下町の80％以上を焼失した明治9年の出石大火の直後に建てられた近代和風建築である。遠く京都から職人を招いて工事に当たらせ、当時流行の数奇屋風に仕上げられている。土台の石だけで家一軒の価格に匹敵するなど贅の限りが尽くされている。兵庫県住宅百選（1987年）選定、1997年（平成9年）に豊岡市指定文化財。 

## 利用情報
- 開館時間 - 9時30分 ～ 17時（入館は16時30分まで）[1]
- 休館日 - 火曜日（祝日の場合は翌水曜日以降）、年末年始(12月28日～1月4日)[1]

## 交通アクセス
- 山陰本線 豊岡駅・八鹿駅から全但バス「出石」行きで約25分、終点下車。徒歩約6分。

## 周辺
- 出石伝統的建造物群保存地区
  - 宗鏡寺
  - 願成寺